# Samariella bakeri
Samariella bakeri är en insektsart som beskrevs av Marius Descamps 1974. Samariella bakeri ingår i släktet Samariella och familjen Chorotypidae. Inga underarter finns listade i Catalogue of Life.